# Gruppo protettivo
Un gruppo protettivo, in chimica è una molecola P che, fatta reagire con un'altra molecola A, va a legarsi ad un gruppo funzionale di A facendo in modo che tale gruppo funzionale non prenda parte o interferisca con reazioni chimiche che si devono attivare su altri gruppi della molecola A.
Sono molto importanti soprattutto in reazioni multistep finalizzate alla sintesi di molecole complesse con più gruppi funzionali: infatti può presentarsi la situazione di dover far reagire un certo gruppo 1 di una molecola, ma, un altro gruppo 2 della stessa molecola potrebbe prender parte alla reazione. In questo caso si lega al 2 un gruppo protettivo, si attiva la reazione su 1 dopodiché si libera due dal gruppo protettivo.
Caratteristica fondamentale del gruppo protettivo è che deve essere facilmente rimovibile, in altre parole, la reazione di rimozione (cleaving) di questo gruppo deve avere una resa molto alta (>90%).
Anche la reazione di inserzione deve avvenire in alte rese. In realtà, la caratteristica fondamentale è che il gruppo protettivo scelto sia stabile nell'ambiente di reazione: cioè non deve reagire, fino a quando non verrà rimosso. 
Spesso nella sintesi organica all'interno di una molecola ci possono essere due o più gruppi protettivi: se tali gruppi possono essere rimossi e inseriti in condizioni talmente diverse da non interferire uno con l'altro (ad esempio rimuovo il gruppo protettivo X senza rimuovere Y e così via) vengono definiti ortogonali.

## Esempi
Esistono molti gruppi protettivi specifici per i vari gruppi funzionali.

### Protezione -OH
- Tetraidropirano (THP): La protezione avviene mediante reazione tra l'alcol ed il diidropirano, RO-THP (l'alcol si lega alla posizione 2 (insatura nel DHP), si forma il tetraidropiranoil etere. La rimozione avviene in catalisi acida e porta alla formazione dell'alcol di partenza più l'acetale del 5-idrossi pentanale.
- Metossimetil etere (MOM): La protezione avviene mediante reazione del alcossido relativo all'alcol da proteggere con il cloro-dimetiletere (ClCH2OCH3 + RONa --> ROCH2OCH3), si forma un acetale della formaldeide. La rimozione può avvenire anche in ambiente non acquoso con acidi di Lewis in grado di coordinare l'ossigeno (es MgBr2, TiCl4).
- Metossi-etossi-metil-etere (MEM): Come per il MOM. MEM e MOM Sono instabili in ambiente acido a causa dell'idrolisi dell'acetale .
- Silil eteri (ad es TBDMS terbutil-dimetil-silil etere, più stabile rispetto agli altri): Protezione mediante R-OH + TBDMSCl + TEA --> TBDMS-OR, rimozione con fluoruri.

### Protezione -NH2

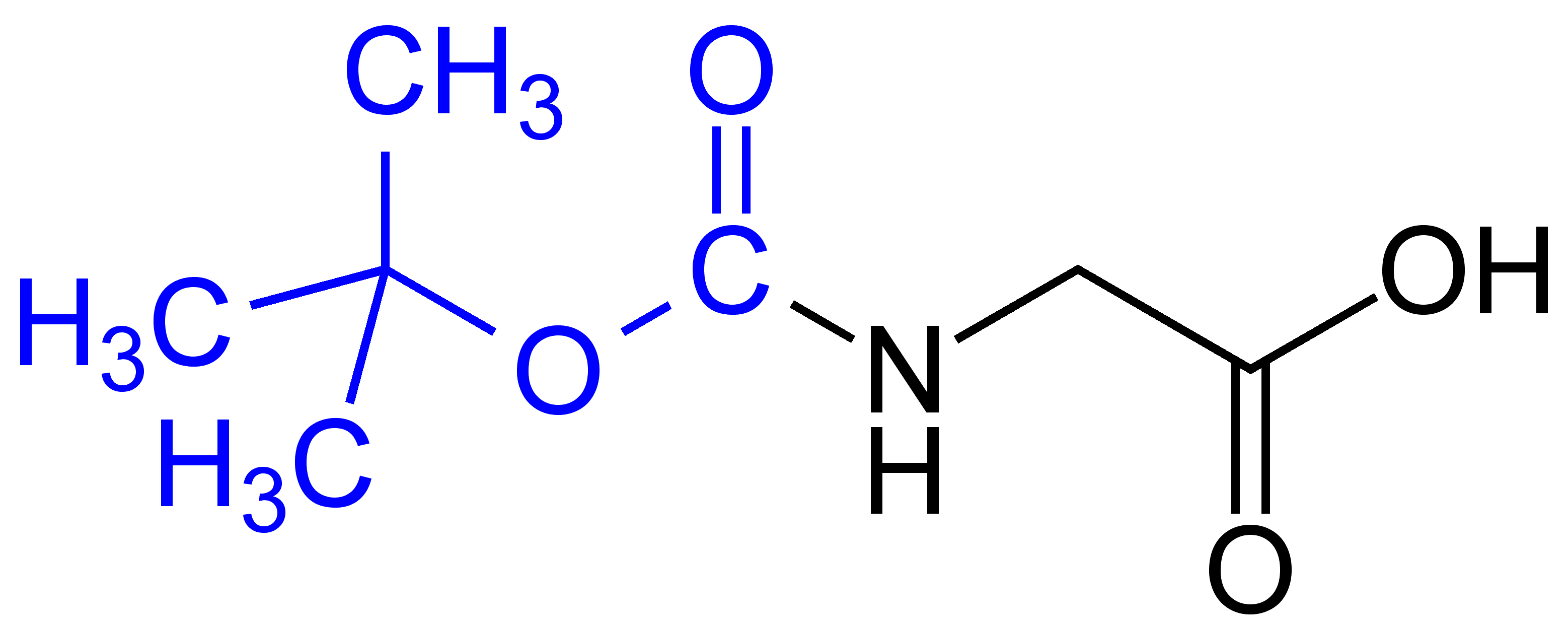
BOC

- Carbobenzilossi derivati (Cbz): Protezione mediante PhCH2O(C=O)Cl + R-NH2 + TEA --> PhCH2O(C=O)NHR. Il gruppo benzilossi conferisce stabilità al carbammato. La rimozione avviene per idrogenolisi (che rimuove il gruppo benzilossi) e successiva decomposizione spontanea del carbammato a CO2 + R-NH2. Il cleaving può avvenire anche per azione di un acido di Lewis + un nucleofilo (es BF3 + Me2S).
- Ter-butilossicarbonil derivati (BOC): La reazione di protezione avviene per reazione del di(ter-butil)pirocarbonato con l'ammina a dare RHN(C=O)OtBu. Rimozione con acidi di forza medio-alta come l'acido trifluoroacetico o l'acido p-toluensolfonico.
- p-ammino-metil-fenil-eteri: protezione p-Br-Ph-OMe --(Pd)--> p-BrPd-Ph-OMe --(RNH2)--> p-RHN-Ph-OMe. La deprotezione avviene per ossidazione con CAN (cerio ammonio nitrato) a dare il chinone e l'ammina.

### Protezione Gruppo carbonilico
- Acetali:Protezione HC(OMe)3 + R2C=O --> R2C(OMe)2. Gli acetali si decompongono facilmente in ambiente acquoso o con acido di Lewis. Nel caso non sia possibile operare con acidi, L'acetale del 3-bromo-1,2-propandiolo viene facilmente rimosso con zinco metallico in ambiente alcolico.

### Protezione gruppo (C=O)-OH
- Esteri: soprattutto esteri metilici. Formazione mediante esterificazione di Fisher o con cloruro acilico + metanolo. Rimozione con acidi in quantità catalitica.